# Джиммі Дурмаз
Джиммі Дурмаз (швед. Jimmy Durmaz); уроджений Джиммі Тоума (швед. Jimmy Touma; нар. 22 березня 1989, Еребру) — шведський футболіст ассирійського походження, півзахисник турецького клубу «Фатіх Карагюмрюк» та національної збірної Швеції.
Чемпіон Швеції. Двічі Чемпіон Греції. Володар Кубка Греції.

## Клубна кар'єра
Народився 1989 року у шведському Еребру в родині вихідців з Туреччини, ассирійців за національністю. Почав займатися футболом у школі клубу «Форвард» (Еребру), в основній команді якого 2007 року дебютував у дорослому футболі. Провів півтора сезони у другому за силою шведському футбольному дивізіоні, взявши участь у 35 матчах чемпіонату. 
Своєю грою за цю команду привернув увагу представників тренерського штабу клубу «Мальме», до складу якого приєднався 2008 року. Відіграв за команду з Мальме наступні чотири з сезони своєї ігрової кар'єри. Більшість часу, проведеного у складі «Мальме», був основним гравцем команди.
Протягом 2012—2014 років захищав кольори команди турецького «Генчлербірлігі». До складу грецького пірейського «Олімпіакоса» приєднався 2014 року і провів у Греції два роки. 
20 серпня 2016 року уклав трирічний контракт з «Тулузою», якій трансфер шведа обійшовся у 2,5 мільйони євро. За три роки в клубі провів 85 матчів у чемпіонаті та забив 10 голів.
У липні 2019, після завершення контракту з «Тулузою», перейшов до турецького «Галатасарая» як вільний агент.

## Виступи за збірні
Протягом 2009–2010 років залучався до складу молодіжної збірної Швеції. На молодіжному рівні зіграв у 8 офіційних матчах.
2011 року дебютував в офіційних матчах у складі національної збірної Швеції. Станом на 28 січня 2020 провів у формі головної команди країни 49 матчів, забивши 3 голи.

## Титули і досягнення
- Чемпіон Швеції (1):

«Мальме»:  2010
- Чемпіон Греції (2):

«Олімпіакос»:  2014-15, 2015-16
- Володар Кубка Греції (1):

«Олімпіакос»:  2014-15
- Володар Суперкубка Туреччини (1):

«Галатасарай»: 2019